# کیث کانر
کیت کانر (انگلیسی: Keith Connor؛ زادهٔ ۱۶ سپتامبر ۱۹۵۷) ورزشکار دو و میدانی اهل بریتانیا است.
وی در مسابقات کشوری و بین‌المللی در مجموع برندهٔ ۲ مدال طلا شده‌است.